# Карпатско-балканске планине
Карпатско-балканске планине су део северне зоне набирања веначних планина Европе. Заузимају простор између Панонског басена, старе Родопске масе на западу и Влашко-понтијског басена на истоку. Својим мањим делом, простиру се на крајњем истоку Србије, између Дунава на северу, Руј планине и Лужничко-заплањске котлине на југу, долином Јужне и Велике Мораве на западу и границе са Бугарском на истоку. Граде их стене различите старости и порекла, као што су пешчари, кречњаци, вулканске и еруптивне стене. Најстарије стене покривене су пешчарима и до 1.000 m, док су кречњачке стене и до 600 m дебљине.

## Опште одлике
Површински и подземни крашки облици рељефа су веома чести, мада не и крупни. Од површинског краса ту су шкрапе, вртаче, ређе увале и једно крашко поље – Одоровско.
Број пећина и прераста је велик: Ресавска, Злотска (Лазарева), Боговинска, Церемошња, Дубочка, Раваничка. Планине су добро покривене шумама и пашњацима, а у њима се налазе велике наслаге мрког и каменог угља, бакра, злата, сребра. Линија Ражањ (долина Моравице) — Сокобањска котлина — Књажевачка котлина, дели Карпатске планине (северно) и Балканске планине (јужно).

## Планине
Набирањем Карпатско-балканских планина настала су 3 планинска венца, међусобно одвојена котлинама и речним долинама. Унутрашњи (западни) низ чине планине: Звишке, Хомољске, Бељаница, Кучајске, Ртањ, Озрен, Девица, Сува планина. Средишњи низ чине планине: Шомрда, Стол, Велики Крш, Црни врх, Тупижница, Тресибаба, Сврљишке планине. Спољашњи (источни) низ планина чине: Мироч, Велики Гребен, Дели Јован и Стара планина дужине око 90 km, са највишим врхом Миџор (2.169 m).

## Котлине и клисуре
Планине су рашчлањене котлинама и клисурама. Њима пролазе важне саобраћајнице. Познате котлине су: Звиждшка (Кучевска), Хомољска (Жагубичка), Црноречка, Зајечарска. У Балканском планинском пределу котлине су: Књажевачка, Сокобањска, Сврљишка, Белопаланачка, Заплањска и Пиротска. Између котлина налазе се и многобројне клисуре: Ђердапска, Честобродица – превој Столице, Сићевачка.

## Доњоподунавска низија
Доњоподунавска низија обухвата Неготинску Крајину и Кључ, у окуци Дунава код Кладова. Неготинска Крајина се налази у североисточном делу Србије, оивичена Мирочом и Дели Јованом. Представља најнижу, плодну и добро обрађену равницу у Србији (28 m). Кључ се простире у окуци Дунава код Кладова, између Ђердапске клисуре, Мироча и Вратњанске реке. Плодна, флувијално наносна низија. Неготинска Крајина и Кључ имају привредни значај у речном саобраћају (Дунав), риболову и виноградарству.